# Verdouble
Die Verdouble (katalanisch und okzitanisch Verdoble) ist ein Fluss in Frankreich, der in der Region Okzitanien verläuft. Sie entspringt im Bergland der Haute Corbières, im Gemeindegebiet von Soulatgé, nahe der Grenze zur benachbarten Gemeinde Cubières-sur-Cinoble, entwässert zunächst generell Richtung Ost bis Südost, wird dann von einem Höhenrücken nach Südwesten abgelenkt und mündet nach rund 47 Kilometern im Gemeindegebiet von Estagel als linker Nebenfluss in den Agly. Auf ihrem Weg durchquert die Verdouble die Départements Aude und Pyrénées-Orientales sowie den Regionalen Naturpark Corbières-Fenouillèdes.

## Orte am Fluss
- Soulatgé
- Rouffiac-des-Corbières
- Duilhac-sous-Peyrepertuse
- Padern
- Paziols
- Tautavel

## Sehenswürdigkeiten
- Château de Peyrepertuse (Monument historique) – Katharer-Festung aus dem 11. Jahrhundert hoch über dem Flusstal
- Höhle von Arago, prähistorische Fundstätte in der Schlucht Gorges de Gouleyroux